# Nomada micronycha
Nomada micronycha är en biart som beskrevs av Pérez 1902. Nomada micronycha ingår i släktet gökbin, och familjen långtungebin. Inga underarter finns listade i Catalogue of Life.